# A Força do Amor
A Força do Amor (en español, La fuerza del amor) fue una telenovela brasileña producida por lo SBT Pauto Castelli y Angelina Muniz, con dirección de Waldemar de Moraes y adaptación de la original mexicana Mañana será otro día original de Marissa Garrido por Raimundo Lopes.

## Trama
Leticia es la hija de un decadente agricultor. Hermosa, joven y atractiva, aunque ingenua, trata su gran amor con desdén - José Antonio - porque considera que todos los habitantes de la región son ignorantes. José Antonio, el hijo de un exempleado de la finca, pasó de humilde empleado a un hombre rico y poderoso. A pesar de esto, no es un esclavo de los deseos de su amada Leticia. Su carta de triunfo es el principal accionista de la empresa, que emplea a un 80% de los habitantes de la región. 
Hilda es amiga de Leticia. Su sueño es convertirse en bailarina clásicos. Hilda es huérfana y pobre, vive casi en su totalidad a favor de su amiga. El problema central es que José Antonio se enamora tan pronto como usted lo ve en primer lugar. A partir de ahí comienza la fricción con su amiga.

## Elenco
| Actor / Actriz     | Personaje                 |
| ------------------ | ------------------------- |
| Suzy Camacho       | Letícia                   |
| Paulo Castelli     | José Antonio              |
| Angelina Muniz     | Hilda                     |
| Percy Aires        | Alfredo Torres de Miranda |
| Yara Lins          | Amália                    |
| Elizabeth Hartmann | Sofia Álvarez             |
| Roberto Orosco     | Álvaro                    |
| Lia de Aguiar      | Jovita                    |
| Anamaria Días      | Gabriela                  |